# Đại học Gothenburg
Đại học Göteborg (tiếng Thụy Điển: Göteborgs universitet) là một trường đại học công lập tại Göteborg, Thụy Điển.
Đại học Gothenburg là trường đại học lâu đời thứ ba của Thụy Điển, và với 24.900 sinh viên theo học toàn thời gian, nó cũng là một trong những đại học lớn nhất trong các quốc gia Bắc Âu. Với tám khoa của mình và 57 bộ phận, ngành, Đại học Gothenburg cũng là một trong những trường đại học có lĩnh vực đào tạo rộng và linh hoạt ở Thụy Điển. Trường đào tạo các ngành nghệ thuật sáng tạo, Khoa học Xã hội, Khoa học tự nhiên, Nhân văn, Giáo dục, Công nghệ thông tin, Kinh doanh, Kinh tế, Luật, và Y học. Trường tự mô tả mình là trường đại học lớn của châu Âu.
Theo xếp hạng trong năm 2010 của QS World University Rankings, trường này được xếp hạng 183 trên thế giới. Trong bảng xếp hạng ARWU năm 2008, Đại học Gothenburg được xếp hạng trong khoảng 201-302 khi so sánh với 500 đại học hàng đầu trên thế giới.